# Überbiss

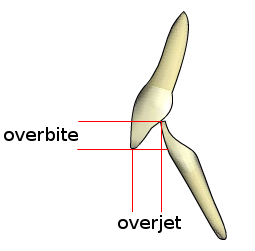
Überbiss vertikal (overbite) und horizontal (overjet)

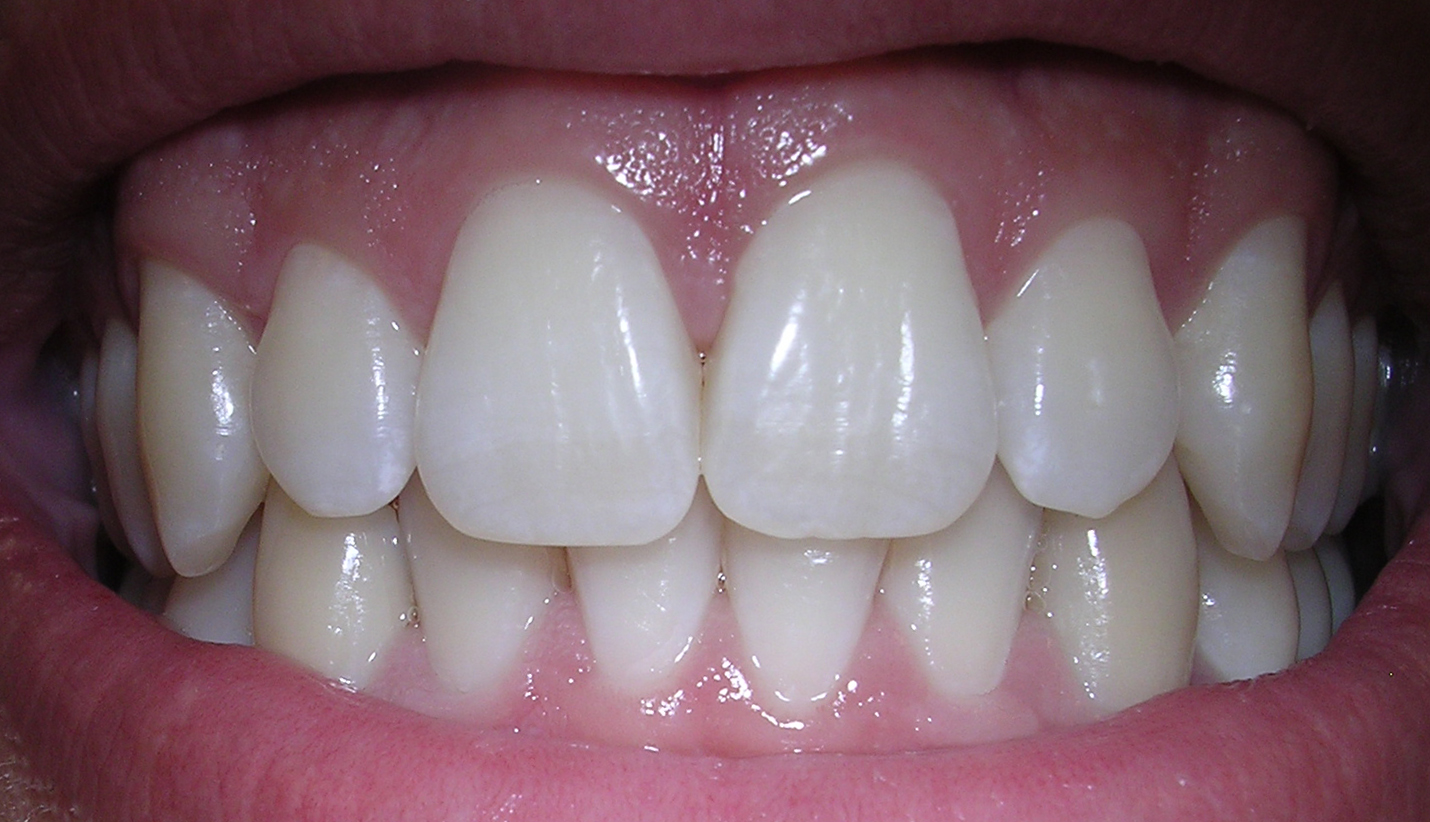
Menschliches Scherengebiss

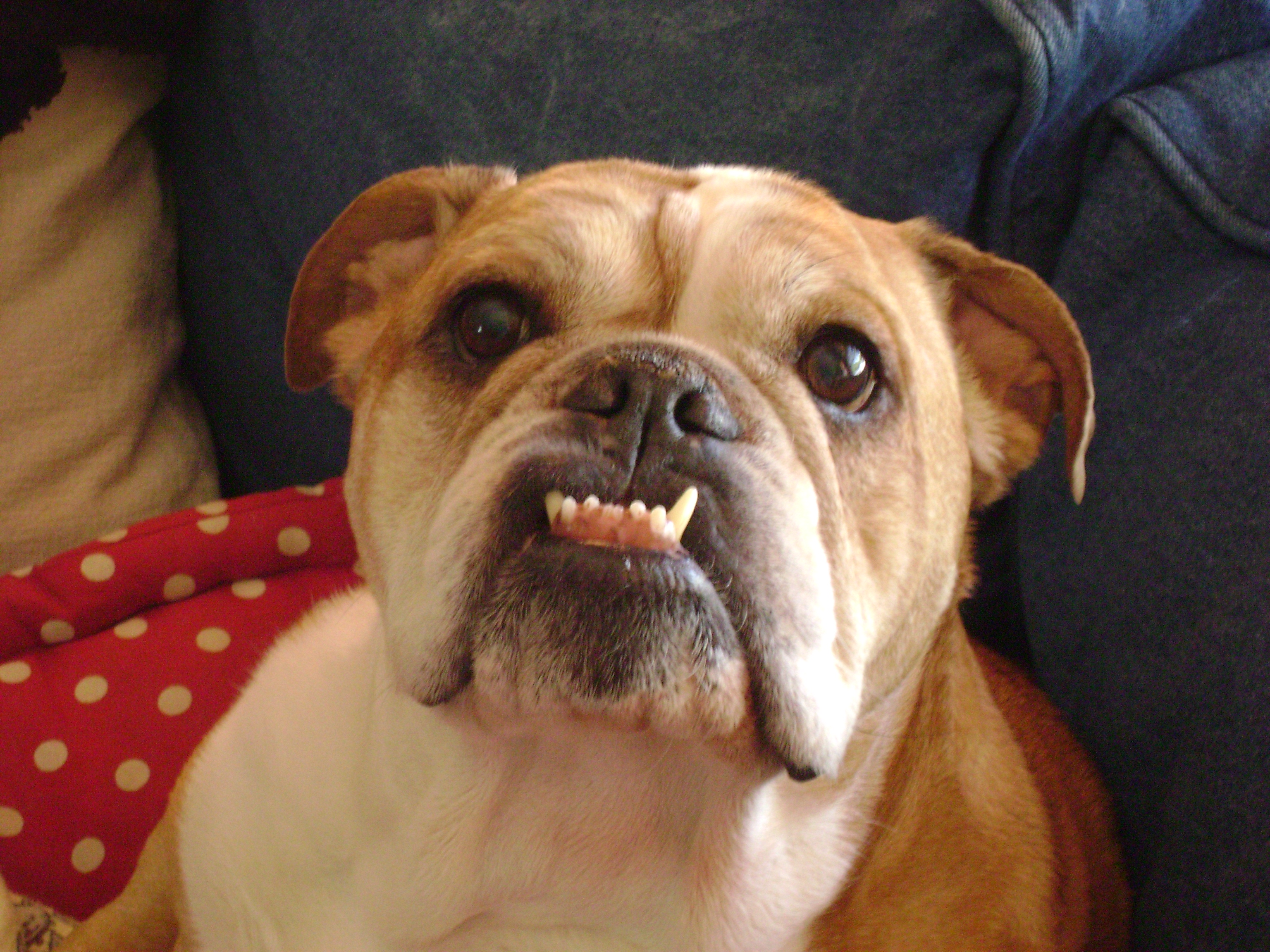
Vorbiss (overjet < 0) bei einem Hund einer Rasse mit Brachycephalie: Die Unterkieferfront liegt vor der Oberkieferfront.

Der Begriff Überbiss beschreibt als Überbegriff das Lageverhältnis von Oberkieferfrontzähnen zu Unterkieferfrontzähnen. Man unterscheidet dabei zwischen Overjet und Overbite. Es handelt sich nicht um eine Diagnose einer Fehlstellung, sondern um die Beschreibung der Lageverhältnisse. Bei optimalen Lageverhältnissen der oberen und unteren Schneidezähne spricht man von einem Scherengebiss. Erst wenn der Overjet oder der Overbite von der Norm abweichen, kann es sich um eine zu korrigierende Fehlstellung handeln.

## Overjet
Unter Overjet versteht man den horizontalen (anterior-posterioren) Überbiss (englisch overjet) – die Lagebeziehung der Frontzähne in der Horizontalen. Gemessen wird der größte Abstand zwischen den Schneidekanten der mittleren Schneidezähne oben und unten. Die Angabe erfolgt in Millimetern. Beißen die Schneidekanten aufeinander, ist der Wert Null. Liegen die Oberkieferfrontzähne vor den Unterkieferfrontzähnen, wird der Überbiss mit einer positiven, liegt die Unterkieferfront vorn, mit einer negativen Millimeterzahl angegeben. Man spricht dann auch von einem Unterbiss oder Vorbiss.

## Overbite
Unter Overbite versteht man den vertikalen (superior-inferioren) Überbiss (engl. overbite) – die Lagebeziehung der Frontzähne in der Vertikalen. Gemessen wird der Abstand von Schneidekante zu Schneidekante. Beißen die Schneidekanten aufeinander, ist der Wert Null. Bekommen die Schneidekanten bei maximaler Okklusion keinen Kontakt, spricht man von einem frontal offenen Biss. Überdecken die Oberkieferfrontzähne die Unterkieferfrontzähne, spricht man von einem tiefen Biss. Sind die Unterkieferfrontzähne vollständig bedeckt, wird dies Deckbiss genannt.

## Kopfbiss

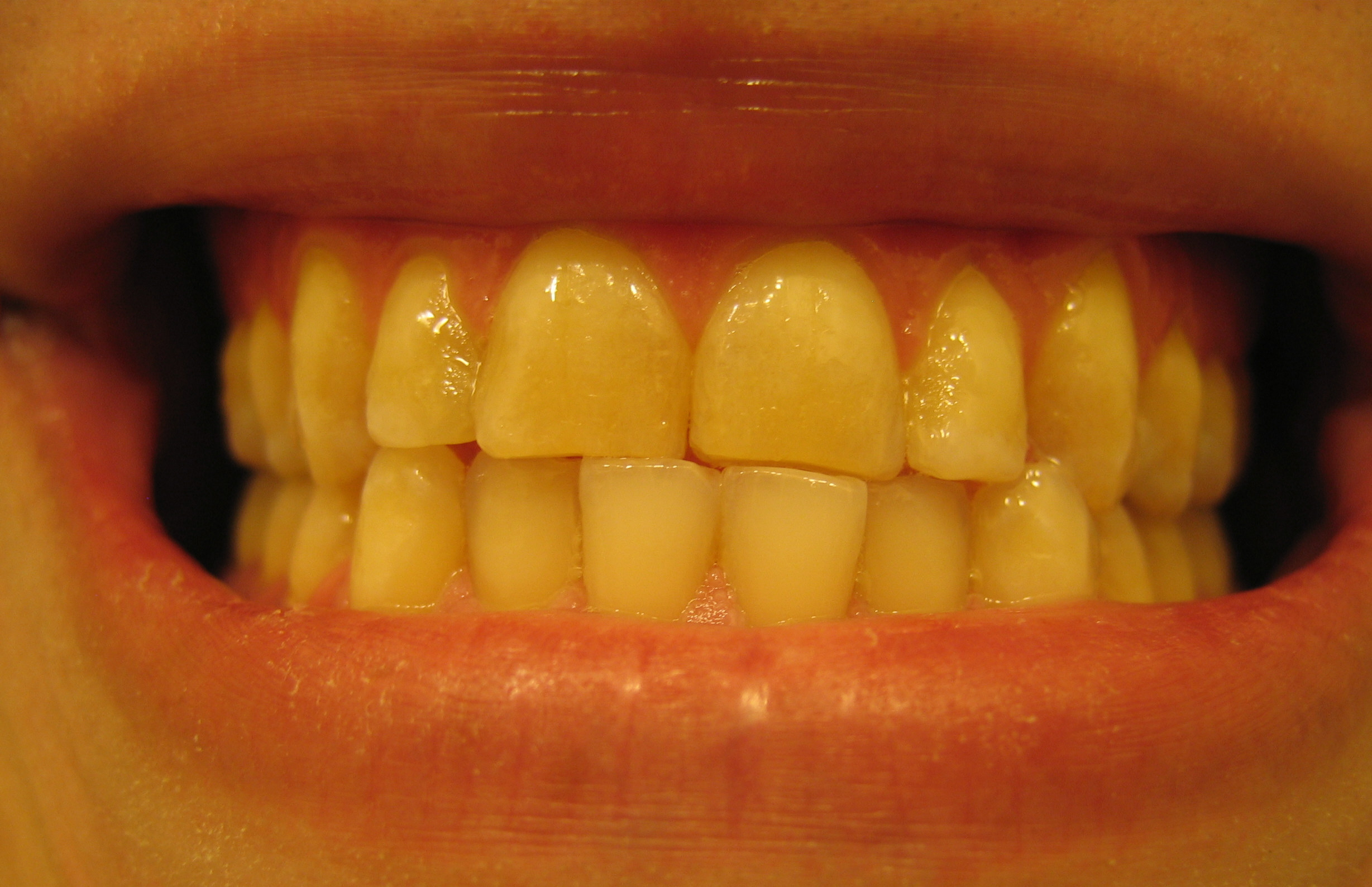
Frontaler Kopfbiss

Liegt der Überbiss sowohl in der Horizontalen wie in der Vertikalen bei Null, spricht man von einem Kopfbiss oder Tête-a-tête-Biss, der mit einem Kreuzbiss einhergehen kann. Hier erfolgt durch die unphysiologische Druckbelastung und mechanische Belastung der Schneidezähne beim Kauen eine Abnutzung, durch die an den Schneidezähnen kleine Kauflächen entstehen. Dabei wird der Zahnschmelz abgeschliffen.

## Diagnostik
Ein eugnathes (normales) Gebiss weist einen horizontalen Überbiss von 2 bis 3 mm und einen vertikalen von 1 bis 2 mm auf. Die Oberkieferfrontzähne stehen also etwas vor den Unterkieferfrontzähnen und überdecken diese um 1 bis 2 mm. Der Begriff Überbiss wird umgangssprachlich häufig mit einem vergrößerten horizontalen Überbiss gleichgesetzt. Überbiss stellt keine Diagnose dar, sondern lediglich eine Maßzahl, die Teil einer Diagnose sein kann. Auch lässt sich aus Art und Größe des Überbisses nicht immer auf die Angle-Klasse des Gebisses schließen. Allerdings besteht eine gewisse Korrelation zwischen der Klasse II und einem vergrößerten horizontalen Überbiss sowie Klasse III und einem negativen horizontalen Überbiss.

## Behandlungsbedarf
Ob und ab wann ein vergrößerter Überbiss behandelt werden muss, hängt von einer Vielzahl anderer Faktoren ab. Als Richtwert für den horizontalen Überbiss ergibt sich laut Index of Orthodontic Treatment Need (IOTN) ein mäßiger Behandlungsbedarf bei ≥ 6 mm und ein deutlicher Behandlungsbedarf bei ≥ 9 mm. Aus dem IOTN resultierten die Kieferorthopädischen Indikationsgruppen in der gesetzlichen Krankenversicherung.

### Index of Orthodontic Treatment Need in Bezug auf Overjet und Overbite
Die Behandlungsbedürftigkeit wird in fünf Graden festgestellt. Hinsichtlich des Overjets ergibt sich folgende Einteilung:
- Grad 1: keine Behandlungsnotwendigkeit
- Grad 2: geringe Anomalie, keine Behandlungsnotwendigkeit
  - 2.a Overjet > 3,5 mm und ≤ 6 mm (bei kompetentem Lippenschluss)
  - 2.b umgekehrter Overjet zwischen 0 und ≤ 1 mm
- Grad 3: grenzwertige Behandlungsnotwendigkeit
  - 3.a Overjet > 3,5 mm und ≤ 6 mm (inkompetenter Lippenschluss)
  - 3.b umgekehrter Overjet zwischen 1 und ≤ 3,5 mm
- Grad 4: Behandlungsnotwendigkeit
  - 4.a Overjet > 6 mm und ≤ 9 mm
- Grad 5: Behandlungsnotwendigkeit
  - 5.a vergrößerter Overjet > 9 mm

Hinsichtlich des Overbites ergibt sich folgende Einteilung:
- Grad 0 > 3 mm
- Grad 2f  ≥ 3,5 mm  (ohne Gingiva-Kontakt)
- Grad 3f tiefer Überbiss (mit Kontakt, ohne Trauma)
- Grad 4f tiefer Überbiss (mit traumatischem Kontakt)